# Letícia Román
 (juillet 2019).
Si vous disposez d'ouvrages ou d'articles de référence ou si vous connaissez des sites web de qualité traitant du thème abordé ici, merci de compléter l'article en donnant les références utiles à sa vérifiabilité et en les liant à la section « Notes et références ».
Letícia Román (née le 12 août 1941 à Rome) est une actrice italienne.

## Biographie
Letícia Román est la fille de l'actrice Giuliana Gianni et du scénariste Vittorio Nino Novarese. Après des études en Suisse elle se rend à Los Angeles et prend des cours de diction à la 20th Century Fox. En 1960 elle rencontre le producteur Hal B. Wallis qui la fait débuter dans le film de Norman Taurog Café Europa en uniforme avec Elvis Presley
En 1961, elle retourne en Europe, où elle tourne dans des productions franco-italiennes. Elle incarnera notamment Nora Davis dans le film de Mario Bava La Fille qui en savait trop. Elle est ensuite choisie par le producteur Artur Brauner pour être l'actrice principale de l'adaptation cinématographique de Fanny Hill qui sera réalisé en 1964 par Russ Meyer.
Leticia a ensuite tourné dans des séries télévisées jusqu'en 1968. Elle met à cette date fin à sa carrière d'actrice et se tourne vers le secteur financier dans lequel elle a travaillé comme courtier à Beverly Hills. Elle est présidente de Trell Corporation.

## Filmographie
- 1960 : Café Europa en uniforme (G.I. Blues) de Norman Taurog : Tina
- 1961 : Le Trésor des sept collines (Gold of the Seven Saints) de Gordon Douglas : Tita
- 1961 : Les Pirates de la tortue (en) (Pirates of Tortuga) de Robert D. Webb : Meg Graham
- 1962 : Ponce Pilate (Ponzio Pilato) de Irving Rapper et Gian Paolo Callegari : Sarah
- 1962 : Les Lanciers noirs (I lancieri neri) de Giacomo Gentilomo : Mascia
- 1963 : La Fille qui en savait trop (La ragazza che sapeva troppo) de Mario Bava : Nora Davis / Nora Drowson
- 1963 : Les Femmes des autres (La rimpatriata) de Damiano Damiani : Carla
- 1963 : Amour sans lendemain (Un tentativo sentimentale) de Pasquale Festa Campanile et Massimo Franciosa : Luciana
- 1964 : Les Baisers (épisode 2, Baiser de Judas) de Bertrand Tavernier : Tiffany
- 1964 : Fanny Hill (en) de Russ Meyer : Fanny Hill
- 1964 : Épouse-moi chéri ! (Heirate mich, Chéri) d'Axel von Ambesser : Christine Rauch
- 1965 : Die schwedische Jungfrau (de) de Kurt Wilhelm : Siri Malmgren
- 1965 : Die Herren (de) (épisodes Die Intellektuellen et Die Soldaten) de Rolf Thiele : Eveline
- 1965 : Belles d'un soir (Das Liebeskarussell), film à sketches de Rolf Thiele, Axel von Ambesser et Alfred Weidenmann : Paulette
- 1965 : An der Donau, wenn der Wein blüht de Géza von Cziffra : Susi Müller
- 1965 : Old Surehand d'Alfred Vohrer : Judith
- 1966 : Commando d'assassins (es) (Comando de asesinos) de Julio Coll : Ethel / Ellen Green
- 1967 : L'Espion au chapeau vert (The Spy in the Green Hat) de Joseph Sargent : Pia Monteri
- 1968 : To Die in Paris, téléfilm de Charles S. Dubin et Allen Reisner : Rochelle